# Тирсхајм
Тирсхајм (њем. Thiersheim) град је у њемачкој савезној држави Баварска. Једно је од 17 општинских средишта округа Вунзидел (Фихтел). Према процјени из 2010. у граду је живјело 1.958 становника. Посједује регионалну шифру (AGS) 9479158.

## Географски и демографски подаци
Тирсхајм се налази у савезној држави Баварска у округу Вунзидел (Фихтел). Град се налази на надморској висини од 551 метра. Површина општине износи 23,7 km². У самом граду је, према процјени из 2010. године, живјело 1.958 становника. Просјечна густина становништва износи 83 становника/km².